# متمم چهاردهم قانون اساسی ایالات متحده آمریکا

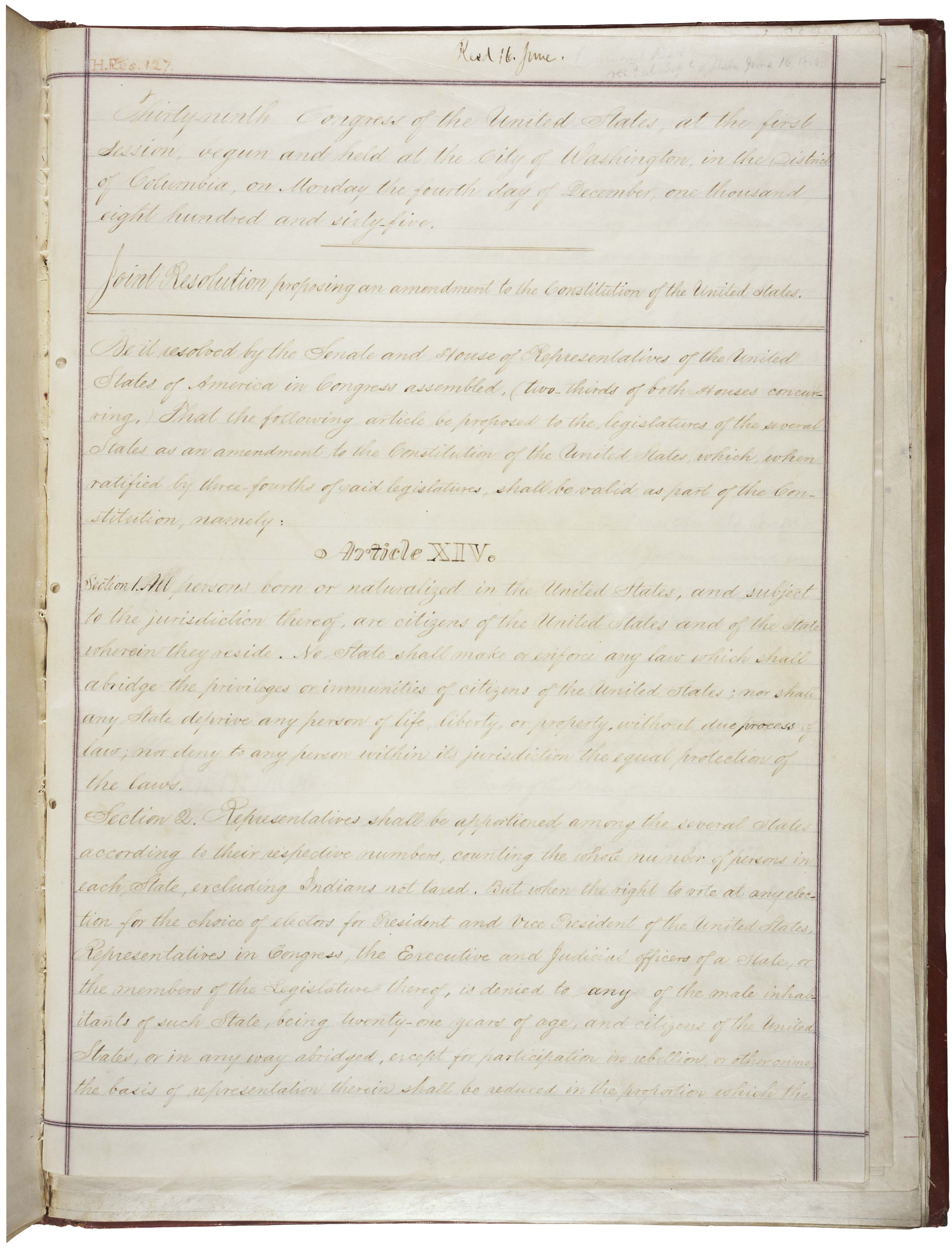
اصل لایحه متمم چهاردهم.

متمم چهاردهم قانون اساسی ایالات متحده (به انگلیسی: Fourteenth Amendment to the United States Constitution, (Amendment XIV)) مصوب ژوئیه ۹ سال ۱۸۶۸ کنگره آمریکا از قوانین مهم آمریکا درباره قوانین شهروندی آمریکا است.

## پیشینه
متمم چهاردهم قانون اساسی آمریکا پس از پایان جنگ داخلی آمریکا تصویب شد تا مسئله شهروندی بردگان آزاد شده و زاده آمریکا را حل کند. این متمم تصمیم‌های پیشین دیوان عالی ایالات متحده آمریکا مانند پرونده دِرِد اسکات علیه سندفورد در سال ۱۸۵۷ را نقض کرد. در رای نهایی آن پرونده آمده بود که آفریقایی‌تبارها هرگز نمی‌توانند شهروند ایالات متحده باشند.

## شرح
اصلاحیه چهاردهم قانون اساسی ایالات متحده که در ۹ ژوئیه ۱۸۶۸ تصویب شد، یکی از مهم‌ترین اصلاحیه‌ها است. این اصلاحیه به حقوق شهروندی و حفاظت مساوی تحت قانون در تمام سطوح دولت می‌پردازد. این اصلاحیه در پاسخ به مسائلی که برده‌های آزاد شده پس از جنگ داخلی آمریکا با آن مواجه بودند، ایجاد شد و تصویب آن با کشمکش‌های زیادی همراه بود. ایالت‌های شکست‌خورده کنفدراسیون مجبور به تصویب آن برای بازگشت به کنگره بودند. این متمم، سیاهپوستان آمریکا را نیز به عنوان شهروند آمریکا به رسمیت شناخت.
بخش یکم این اصلاحیه که بیشترین پرونده‌های حقوقی را به خود اختصاص داده، شامل «بند شهروندی»، «بند امتیازات یا مصونیت‌ها»، «بند روند قانونی» و «بند حفاظت مساوی» است.
- بند شهروندی: تعریف گسترده‌ای از شهروندی ارائه می‌دهد و حکم دادگاه عالی در پرونده Dred Scott v. Sandford را که آفریقایی‌تباران را شهروند آمریکا نمی‌دانست، باطل می‌کند.
- بند روند قانونی: بر اساس اصلاحیه پنجم، دولت‌ها را از محروم کردن افراد از زندگی، آزادی یا دارایی بدون روند قانونی مناسب منع می‌کند.
- بند حفاظت مساوی: ایالت‌ها را ملزم می‌کند که حفاظت مساوی تحت قانون را برای همه افراد، از جمله غیرشهروندان، در حوزه قضایی خود فراهم کنند.

این اصلاحیه پایه و اساس تصمیمات مهم دادگاه عالی مانند ممنوعیت تفکیک نژادی در مدارس عمومی، پایان دادن به ممنوعیت ازدواج بین نژادی و گسترش حق ازدواج به زوج‌های همجنس‌گرا بوده است.
بخش‌های دیگر اصلاحیه به مسائلی مانند بازتقسیم کرسی‌های مجلس نمایندگان، سلب حق رای از شورشیان، و تأیید بدهی‌های عمومی دولت می‌پردازند.

## متن
بخش ۱: همه کسانی که در ایالات متحده متولد شده‌اند یا تابعیت آن را دارا هستند و شامل قوانین قضایی آن می‌شوند، تبعه ایالات متحده و ایالت محل زندگی آنها محسوب می‌شوند. هیچ ایالتی قانونی را وضع یا اعمال نخواهد کرد که امتیازات یا مصونیت‌های اتباع ایالات متحده را کاهش دهد. هیچ ایالتی بدون طی مراحل قانونی مقتضی، فردی را از حق زندگی، آزادی، یا مالکیت، و نیز، برخورداری از حمایت مساوی قانون محروم نمی‌کند.
بخش ۲: تعداد کل افراد یک ایالت به جز سرخپوستان معاف شده از مالیات، تعیین کننده تعداد نمایندگان آن ایالت هستند. اما هر گاه در انتخابات گزینش هیئت انتخاب کنندگان ریاست‌جمهوری، معاون رئیس‌جمهور ایالات متحده، نمایندگان کنگره، مقامات اجرایی و قضایی یک ایالت، یا اعضای مجلس قانونگذاری آن، حق رای مردان بیست و یکساله تبعه ایالات متحده که ساکن ایالتی هستند به هر طریق سلب شود، به جز در موارد مربوط به شرکت در شورش یا سایر جرایم، تعداد نمایندگان به نسبت تعداد مردان آن ایالت، به تعداد کل مردان بیست و یک ساله در این ایالت کاهش می‌یابد.
بخش ۳: شخصی که به عنوان یکی از مقامات ایالات متحده یا به عنوان عضو مجلس قانونگذاری یک ایالت یا در مقام یک مسئول اجرایی یا قضایی ایالتی، برای حمایت از قانون اساسی ایالات متحده قبلاً سوگند ادا کرده باشد، ولی بعداً علیه ایالت خود شورش کند یا به دشمنان وابسته آن یاری دهد، نمی‌تواند به عنوان نماینده سنا یا نماینده کنگره یا عضو هیئت انتخاب کننده رئیس جمهوری و معاون رئیس جمهوری انتخاب شود، یا هر گونه سمت کشوری و لشکری را در ایالات متحده یا درهر یک از ایالات آن تصدی کند. هر چند کنگره می‌تواند با رای دو سوم اعضای هر یک از دو مجلس، به عدم صلاحیت فرد مذکور پایان دهد.
بخش ۴: توانایی قانونی بدهی‌های عمومی ایالات متحده که قانون مجاز شناخته است، از جمله بدهی‌های ناشی از پرداخت حقوق بازنشستگی و جبران اعتبارات مربوط به سرکوب شورش یا طغیان مورد پرسش قرار نمی‌گیرد. اما ایالات متحده یا هیچیک از ایالت‌های آن هیچ نوع بدهی یا تعهدی را که برای کمک به شورشی که ضد ایالات متحده انجام شده پرداخت نمی‌کنند و هیچ گونه طلبی را بابت از دست دادن یا آزادسازی برده تقبل نخواهد کرد، کلیه بدهی‌ها، تعهدات و مطالبات فوق غیرقانونی و بی‌اعتبار خواهند بود.
بخش ۵: کنگره با وضع قوانین مقتضی، قدرت اعمال مفاد این اصل را دارا ست.
- منبع: «قانون اساسی». سفارت مجازی ایالات متحده تهران. ایران. ۲۰۱۳-۰۴-۲۳. بایگانی‌شده از اصلی در ۱۴ سپتامبر ۲۰۱۵. دریافت‌شده در ۲۰۱۵-۰۹-۱۴.